# ドリームワールド (オーストラリア)
ドリームワールドは、オーストラリアのクイーンズランド州のゴールドコーストにあるテーマパーク・動物園。オーストラリア最大のテーマパークで、40以上の乗り物やアトラクションがある。姉妹施設としてホワイトウォーターワールドがある。